# Тхени (округ)
Тхени (англ. Theni) — округ в индийском штате Тамилнад. Образован 7 июля 1996 года из части территории округа Мадурай. Административный центр — город Тхени. Площадь округа — 3067 км². По данным всеиндийской переписи 2001 года население округа составляло 1 093 950 человек. Уровень грамотности взрослого населения составлял 71,6 %, что выше среднеиндийского уровня (59,5 %). Доля городского населения составляла 54,1 %.